# Maxillaria sanguineomaculata
Maxillaria sanguineomaculata är en orkidéart som beskrevs av Rudolf Schlechter. Maxillaria sanguineomaculata ingår i släktet Maxillaria och familjen orkidéer. Inga underarter finns listade i Catalogue of Life.